# Selecționata de fotbal a Navarrei
Selecționata de fotbal a Navarrei reprezintă provincia autonomă Navarra în fotbalul internațional. Nu este afiliată la FIFA sau UEFA, fiind reprezentată internațional de Echipa națională de fotbal a Spaniei. Joacă doar meciuri amicale.

## Meciuri selectate
| Dată        | Stadion |         | Adversar     | Scor  |
| ----------- | ------- | ------- | ------------ | ----- |
| 26 dec 2005 | Navarra | Navarra | China        | 1 - 0 |
| 29 dec 2004 | Navarra | Navarra | Maroc        | 2 - 1 |
| 28 dec 2003 | Navarra | Navarra | Burkina Faso | 4 - 0 |

## Jucători notabili
- César Cruchaga
- Javier Flaño
- Miguel Flaño
- Carlos Gurpegi
- Javier López Vallejo
- Pablo Orbaiz